# Tetsuya Mizuguchi
Tetsuya Mizuguchi (水口 哲也), né le 22 mai 1965 à Otaru sur l'île d'Hokkaido, Japon est un créateur de jeu vidéo et un musicien japonais. Il a fondé Q Entertainment.

## Biographie
Il travaille pour Sega et entre les années 1990-2003, participe à la création des séries Sega Rally Championship, Space Channel 5 et le jeu Rez. 
Il quitte Sega pour fonder sa propre structure de développement : Q Entertainment jusqu'en 2014, puis de Enhance Inc, un studio basé aux États-Unis avec une succursale à Tokyo.
Celle-ci est à l'origine de Lumines sur Sony PSP, de Meteos sur Nintendo DS et plus récemment, de Child of Eden sur Xbox 360 et PlayStation 3.
Parallèlement à sa carrière de développeur, il mène une carrière musicale via son groupe virtuel Genki Rockets dont la vedette, Lumi, est mise en avant dans Child of Eden.
Il est également professeur responsable de projets à l'université Keiō, attaché de recherche au Sapporo Media Arts Lab, ainsi que professeur invité au Kanazawa Institute of Technology.
C'est l'un des rares développeurs japonais à s'exprimer en anglais lors des interviews avec des médias étrangers.

## Liste de jeux

### Pour Sega
- 1995 : Sega Rally Championship, producteur[3]
- 1998 : Sega Touring Car Championship, producteur délégué[4]
- 1999 : Space Channel 5, producteur[5]
- 2001 : Rez, producteur[6]

### Pour Q Entertainment
- 2004 : Lumines, producteur[7]
- 2005 : Meteos, producteur[8]
- 2006 : Every Extend Extra, producteur délégué[9]
- 2006 : Gunpey DS, producteur délégué[10]
- 2006 : Lumines Live!, producteur[11]
- 2006 : Lumines II, producteur[12]
- 2006 : Ninety-Nine Nights, producteur[13]
- 2007 : Every Extend Extra Extreme, producteur[14]
- 2008 : No More Heroes, compositeur et producteur de la chanson Heavenly Star[15]
- 2009 : Qubed, producteur délégué[16]
- 2011 : Child of Eden

### Pour Enhance
- 2016 :  Rez Infinite
- 2018 : Tetris Effect, concepteur
- 2020 : Humanity